# Grado di polimerizzazione
In chimica il grado di polimerizzazione (o DP, dall'inglese Degree of Polymerization) è il numero di unità ripetitive presenti nella struttura di un polimero.
Il grado di polimerizzazione x di un omopolimero è pari al rapporto tra il peso molecolare del polimero e il peso molecolare delle singole unità ripetitive di cui è costituito, ovvero:
{\displaystyle x={\frac {PM_{polimero}}{PM_{unita'ripetitiva}}}}
In realtà, le materie plastiche sono in genere costituite da polimeri aventi diversa lunghezza (ovvero peso molecolare), per cui il grado di polimerizzazione per una materia plastica va riferito al peso molecolare medio numerico ({\displaystyle {\overline {M}}_{n}}) oppure al peso molecolare medio ponderale ({\displaystyle {\overline {M}}_{w}}) delle macromolecole che costituiscono la miscela polimerica. Si parla quindi più propriamente di "grado di polimerizzazione medio numerico" oppure di "grado di polimerizzazione medio ponderale":
{\displaystyle {\bar {x}}_{n}={\frac {{\overline {M}}_{n}}{PM_{unita'ripetitiva}}}}
{\displaystyle {\bar {x}}_{w}={\frac {{\overline {M}}_{w}}{PM_{unita'ripetitiva}}}}
Per i polimeri sintetizzati industrialmente, si hanno valori del grado di polimerizzazione dell'ordine delle migliaia o decine di migliaia (in genere tra 200 e 2.000, a cui corrisponde un peso molecolare compreso tra 10.000 e 200.000). Per valori del grado di polimerizzazione molto bassi (ad esempio <10) non si parla di "polimeri", bensì di "oligomeri".
Le proprietà meccaniche dei polimeri sono influenzate dal grado di polimerizzazione, e questa influenza è più accentuata se si mettono a confronto dei polimeri aventi basso peso molecolare, mentre all'aumentare del peso molecolare ci si avvicina ad un valore limite, per cui l'influenza sulle prestazioni del polimero è minore.

## Grado di polimerizzazione e grado medio numerico di polimerizzazione
Bisogna fare una distinzione tra grado di polimerizzazione e grado medio numerico di polimerizzazione: il primo è il rapporto tra il peso molecolare del polimero e quello medio dei monomeri che lo costituiscono:
{\displaystyle x_{n}={\frac {M}{M_{0}}}}
mentre il secondo è una media del primo basata sul numero di specie presenti:
{\displaystyle {\bar {x}}_{n}={\frac {\sum N_{i}\cdot x_{ni}}{\sum N_{i}}}={\frac {\sum N_{i}\cdot M_{i}}{\sum N_{i}}}\cdot {\frac {1}{M_{0}}}={\frac {{\overline {M}}_{n}}{M_{0}}}}.
Il grado medio numerico di polimerizzazione viene calcolato come:
{\displaystyle {\bar {x}}_{n}={\frac {N_{0}}{N}}}
ovvero come il rapporto tra il numero di monomeri presenti all'inizio e quelli presenti alla fine. Da questa definizione discende l'equazione di Carothers:
{\displaystyle {\bar {x}}_{n}={\frac {N_{0}}{N_{0}\cdot \left(1-p\right)}}={\frac {1}{1-p}}}
dove p è il grado di conversione.
Calcolando {\displaystyle {\bar {x}}_{n}} nel caso di formazione di Np polimeri dello stesso peso molecolare Mp e indicando con Nm il numero di monomeri che non hanno reagito, N0 il numero di monomeri iniziale e M0 il peso molecolare dei monomeri, si ha:
{\displaystyle {\bar {x}}_{n}={\frac {N_{p}\cdot M_{p}+N_{m}\cdot M_{0}}{N_{p}+N_{m}}}\cdot {\frac {1}{M_{0}}}=}
{\displaystyle ={\frac {N_{p}\cdot {\frac {M_{p}}{M_{0}}}+N_{m}}{N_{p}+N_{m}}}=}
La quantità {\displaystyle {\frac {M_{p}}{M_{0}}}} è il grado di polimerizzazione del taglio polimerico, comune a tutte le catene. Moltiplicando tale quantità per il numero di catene si ottiene il numero di monomeri costituenti i polimeri, ovvero il numero di monomeri che ha reagito, ovvero la differenza tra i monomeri inizialmente presenti e quelli che si ritrovano alla fine. Quindi:
{\displaystyle ={\frac {\left(N_{0}-N_{m}\right)+N_{m}}{N_{p}+N_{m}}}=}
{\displaystyle ={\frac {N_{0}}{N_{p}+N_{m}}}}
Tale relazione mostra che le due definizioni coincidono se il numero di catene polimeriche è trascurabile rispetto al numero di monomeri non reagiti:
{\displaystyle {\frac {N_{0}}{N_{p}+N_{m}}}\simeq {\frac {N_{o}}{N_{m}}}}